# Pangrapta laevis
Pangrapta laevis là một loài bướm đêm trong họ Erebidae.